# Contea di Warren (Kentucky)
La contea di Warren (in inglese: Warren County) è una contea dello Stato del Kentucky, negli Stati Uniti d'America. La popolazione al censimento del 2000 era di 92 522 abitanti. Il capoluogo di contea è Bowling Green